# Collectif 50/50
Das Kollektiv 50/50 (französisch collectif 50/50 oder collectif 5050 pour 2020 englisch 50/50 by 2020, auch 5050x2020) ist ein feministisch geprägter französischer Verein der sich für einen Wandel in der Filmindustrie, Chancengleichheit, sowie sexuelle und geschlechterspezifische Vielfalt in der Filmbranche und im audiovisuellen Bereich einsetzt. Das Kollektiv stützt seine Arbeit auf Studien und Datenerhebungen, die die Lohnungleichheit und die Untervertretung von Frauen in den Berufen der Filmproduktion belegen und die strukturelle Benachteiligung von Frauen in der Branche verdeutlichen.
Das Collectif 50/50 wurde 2018 auf Initiative des feministischen Netzwerks Le Deuxieme regard und einer Gruppe von etwa fünfzehn Filmschaffenden ins Leben gerufen; es organisiert unter anderem die Veranstaltungsreihen „Assises sur la parité, l’égalité et la diversité dans le cinéma“ und „États généraux contre le harcèlement et les violences sexuelles“. Der Verein verfasste die selbstverpflichtenden Erklärungen Charta für Chancengleichheit (Charte pour la Parité), Charta für Vielfalt (Charte pour la diversité) und Charta für Inklusion (Charte pour l'inclusion) und initiierte deren Unterzeichnung durch Institutionen und Unternehmungen. Bisher wurden die Charten von über 150 Filmfestspielen, den wichtigsten Berufsverbänden und rund 40 Filmverleihern unterzeichnet. Seit 2019 publiziert das Kollektiv 50/50 auf seiner Website die 50/50 Bibel, eine online-Datenbank, welche eine die Sichtbarkeit wenig wahrgenommener beruflicher Personenprofile verbessert.
Bei seiner Gründung 2018 bestand das Kollektiv 50/50 aus 300 Filmschaffenden, darunter Jacques Audiard, Virginie Despentes, Marina Foïs, Céline Sciamma, Rebecca Zlotowski. Ende 2019 zählte es 1500 Mitglieder. Den Vorsitz teilen sich 2022 Julie Billy, Sandrine Brauer und Laurence Lascary.

## Geschichte

### Gründung

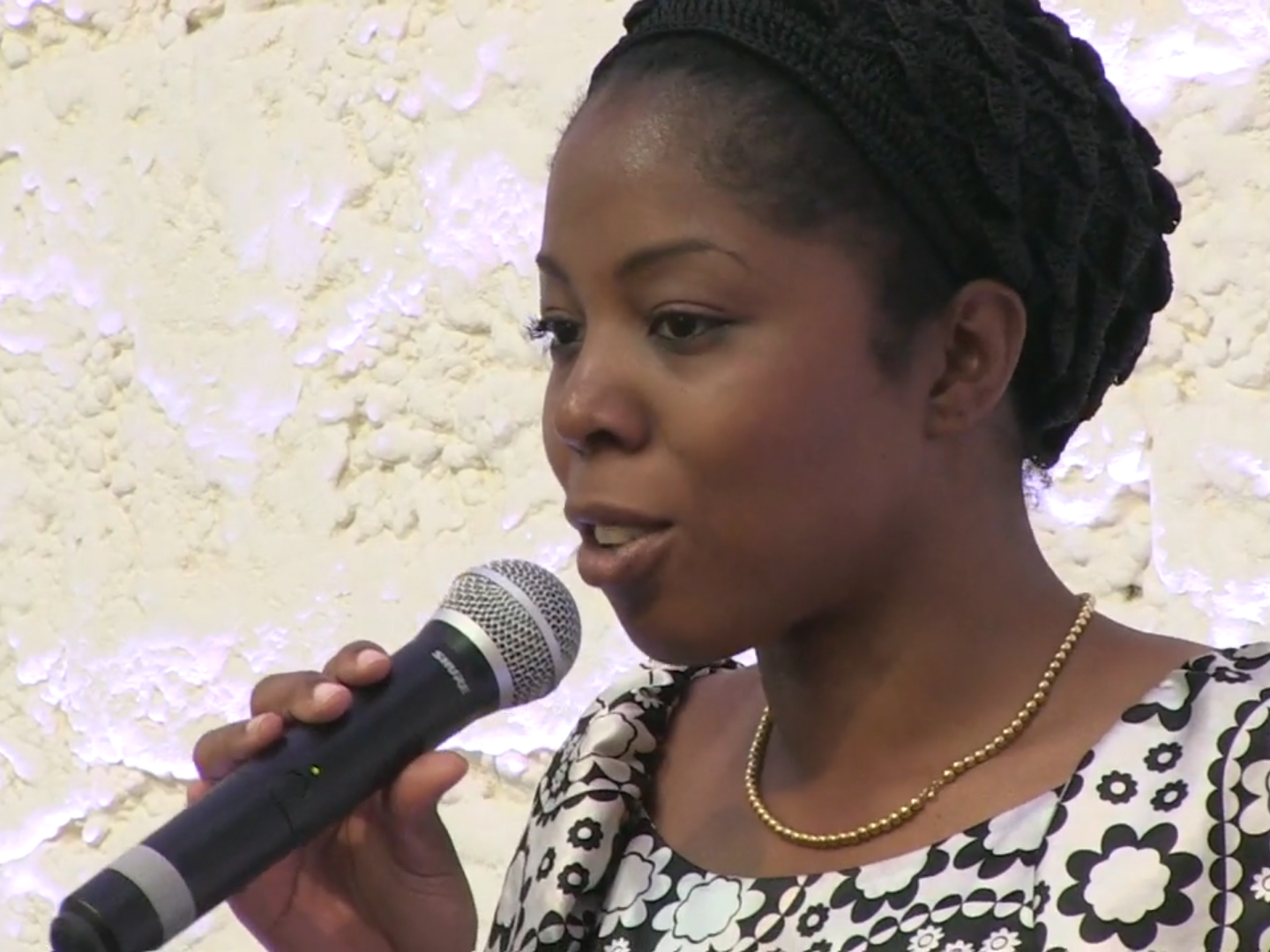
Laurence Lascary, Co-Präsidentin des Collectif 50/50.

Das Collectif 50/50 ging aus dem von Delphyne Besse, Bérénice Vincent und Julie Billy 2012 gegründeten feministischen Netzwerk Le Deuxième Regard (Der andere Blick) hervor. Das Netzwerk versuchte seit 2012 Geschlechterstereotypen in der Filmbranche zu verändern, es führte Aktionen wie das Organisieren von Vorpremieren durch und lancierte die Charta für Gleichstellung in der Filmbranche (französisch Charte de l'égalité dans le secteur du cinéma). Um die Bewegung zu erweitern wendeten sich die Gründerinnen des Deuxième Regard an die Regisseurinnen Céline Sciamma und Rebecca Zlotowski und die Filmproduzentinnen Judith Nora und Priscilla Bertin. Dies führte im Januar 2018 zu einer ersten Versammlung mit etwa 50 weiteren Persönlichkeiten aus der Filmbranche, darunter Tonie Marshall, Caroline Benjo, Adèle Haenel, Bénédicte Couvreur, Iris Brey, Stéphanie Gavardin.
Am 2. März 2018, anlässlich der César-Verleihung, startete das Kollektiv seine Aktivitäten parallel zu der Initiative #MaintenantOnAgit. Es rief zu einer gemeinsamen Aktion unter dem Namen Collectif 50/50 pour 2020 (oder 5050 x 2020) auf und formulierte die folgende Erklärung: „Wir denken dass Parität Machtverhältnisse ändert. Wir denken, dass sich Vielfalt grundlegend auf Darstellungsweisen auswirkt. Wir denken, dass die Gelegenheit, an Chancengleichheit und Vielfältigkeit zu arbeiten genutzt werden muss, denn wir sind überzeugt, dass das öffnen der Machtstrukturen zu einer tiefgreifenden Erneuerung der Schaffensprozesse führen wird.“
französisch Nous pensons que la parité réduit les rapports de force. Nous pensons que la diversité change en profondeur les représentations. Nous pensons qu’il faut saisir cette opportunité de travailler à l’égalité et la diversité parce que nous avons la certitude qu’ouvrir le champ du pouvoir favorisera en profondeur le renouvellement de la création Der Verein veröffentlichte im „Kampf um die Zahlen“ zudem zwei Studien zur Parität im Bereich Filmregie und unter den Prämierungen des Filmpreises César.
300 Persönlichkeiten der Branche schlossen sich der Bewegung an, darunter die Filmemacher Jacques Audiard und Virginie Despentes, die Schauspieler und Schauspielerinnen Pierre Deladonchamps, Adèle Haenel, Léa Seydoux , Marina Foïs und die Filmproduzentinnen Marie-Ange Luciani und Caroline Benjo, sowie Filmverleiher, Drehbuchautoren und andere Berufsgruppen wie die Filmagentin Élisabeth Tanner.

### Erste Aktionen

#### Kundgebung auf dem roten Teppich in Cannes 2018 und erste Charta

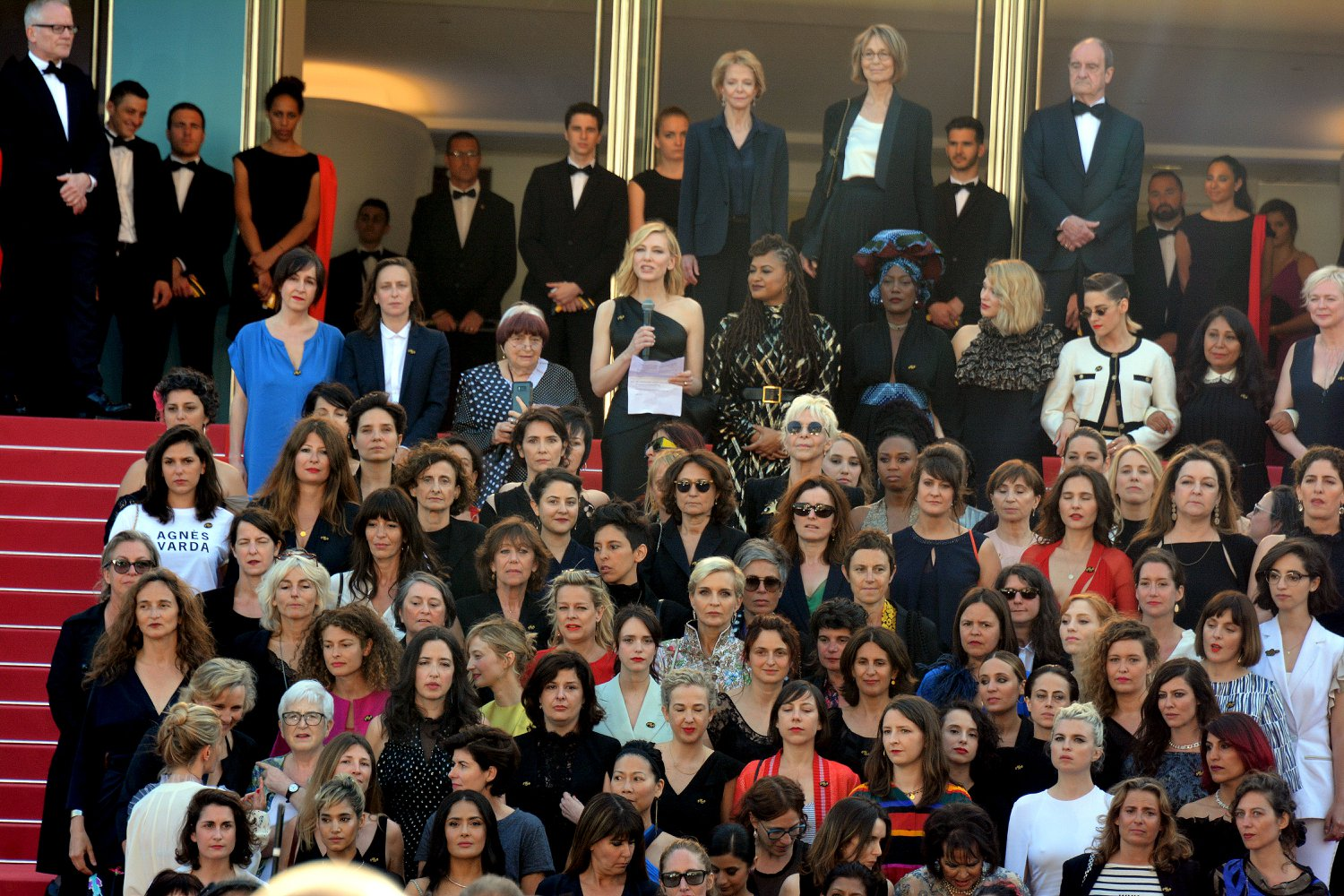
Protestkundgebung auf dem roten Teppich in Cannes 2018.

An den internationalen Filmfestspielen von Cannes 2018 führte das Kollektiv seine ersten Aktionen durch.
Das Collectiv 50/50 veröffentlichte zu diesem Anlass eine Studie zur Rolle der Frau im Wettbewerb der Festspiele und lancierte in Cannes die Charta der Vielfalt an Filmfestspielen, zu welcher sich die verantwortlichen des Filmfestivals als erste verpflichteten. In den darauffolgenden Monaten wurde die Charta von den Leitungen der Filmfestspiele von Venedig, der Filmfestspiele von Annecy, Toronto und der Berlinale unterzeichnet.
Zusammen mit der US-amerikanischen Organisation Time’s Up organisierte das Collectif 50/50 während der Festspiele eine Protestkundgebung auf dem roten Teppich. 82 Frauen, darunter die Juryvorsitzende Cate Blanchett und die Gewinnerin der Ehrenpalme von 2015, Agnès Varda, versammelten sich vor der Aufführung des Films Filles du soleil von Eva Husson, einer der Anwärterinnen auf die goldene Palme 2018. Blanchett und Varda verlangten in ihrer Ansprache Lohngleichheit in der Filmbranche und forderten Regierungen und Staatsgewalten auf, die Gesetze für Einkommensgleichheit anzuwenden. Die Anzahl von 82 Frauen erinnert dabei an die Anzahl Filme mit weiblicher Regieführung, die es seit Beginn des Festivals 1946 in die offiziellen Wettbewerbsauswahl von Cannes schafften, während bei den übrigen 1.688 Filmen Männer Regie führten. An der Aktion beteiligten sich unter anderem Kristen Stewart, Léa Seydoux und Marion Cotillard.

#### Start der Konferenzreihe "Assises" und wichtigste Meilensteine
Zusammen mit dem Centre national du cinéma et de l’image animée (CNC) und dem Ministerium für Kultur organisiert der Verein im September 2018 die erste Konferenzreihe Assises pour la parité, l'égalité et la diversité. Die französische Kulturministerin Françoise Nyssen kündigt bei diesem Anlass sechs konkrete Maßnahmen an, mit welchen die Gleichstellung von Frauen und Männern in der französischen Filmindustrie verbessert werden soll. Eine dieser Maßnahmen ist der Bonus des CNC, der ab Januar des Folgejahres eingeführt wurde.
Am 11. Dezember 2018 wird der Verein Le Deuxième regard in Collectif 50/50 umbenannt. Den Vorsitz übernehmen Delphyne Besse, Julie Billy und Laurence Lascary, der Verwaltungsrat besteht aus rund fünfzehn Personen. Die ersten Aktionen werden in der Öffentlichkeit wahrgenommen; der Verein erhält von der Zeitschrift „Le Film Français“ den Publikumspreis als Persönlichkeit des Jahres 2018.
Im Juni 2019 nimmt das Kollektiv an den dritten „Rencontres internationales des femmes dans l’animation“ in Annecy teil und stellt seine Studie zur Rolle der Frau in der Animationsfilmbranche vor.
Im November 2019, anlässlich der zweiten "Assises", werden die beiden neuen Charten für Inklusion ins Leben gerufen, die 50/50 Bibel veröffentlicht und erstmals zur Durchführung der Generalstände aufgerufen.
Im März 2020 initiiert das Kollektiv die Veranstaltung Generalstand gegen sexuelle Gewalt und Missbrauch (französisch Les États généraux contre le harcèlement et les violences sexuelles).

## Die Charten
Das Kollektiv hat verschiedene selbstverpflichtende Erklärungen (sogenannte Charten) aufgesetzt und zu deren Unterzeichnung aufgerufen:

### Charta für Parität und Vielfalt an Filmfestivals
Mit Unterzeichnung der Charta für Parität und Vielfalt an Filmfestspielen (französisch Charte pour la parité et la diversité dans les festivals de cinéma, englisch Pledge for parity and diversity in film, audiovisual and animated image festivals) verpflichten sich Filmfestivals dazu, genderspezifische Statistiken in Bezug auf die eingereichten Filme. Ferner verpflichten sie sich zu Transparenz über die Zusammensetzung von Auswahlkommissionen und langfristig zu Geschlechterparität in allen Entscheidungsgremien. Thierry Frémaux, Paolo Moretti und Charles Tesson , la Quinzaine des réalisateurs und die Semaine de la critique, sind im Mai 2018 für die Filmfestspiele von Cannes die ersten Unterzeichner.
Die Selbstverpflichtung wurde bis Ende Dezember 2020 von insgesamt 156 Filmfestspielen unterzeichnet, darunter das Locarno Film Festival, die Internationalen Filmfestspiele Berlin, die Internationalen Filmfestspiele von Venedig, das Sydney Film Festival und das Festival du film d'animation d'Annecy Laut Produzentin Sandrine Brauer hat das Unterschreiben der Charta den Festspielen geholfen zu erkennen, in welchem Masse man bisher unter sich blieb und dazu gebracht, Maßnahmen zu mehr Offenheit zu ergreifen.

### Charta für Inklusion im Film und im audiovisuellen Sektor

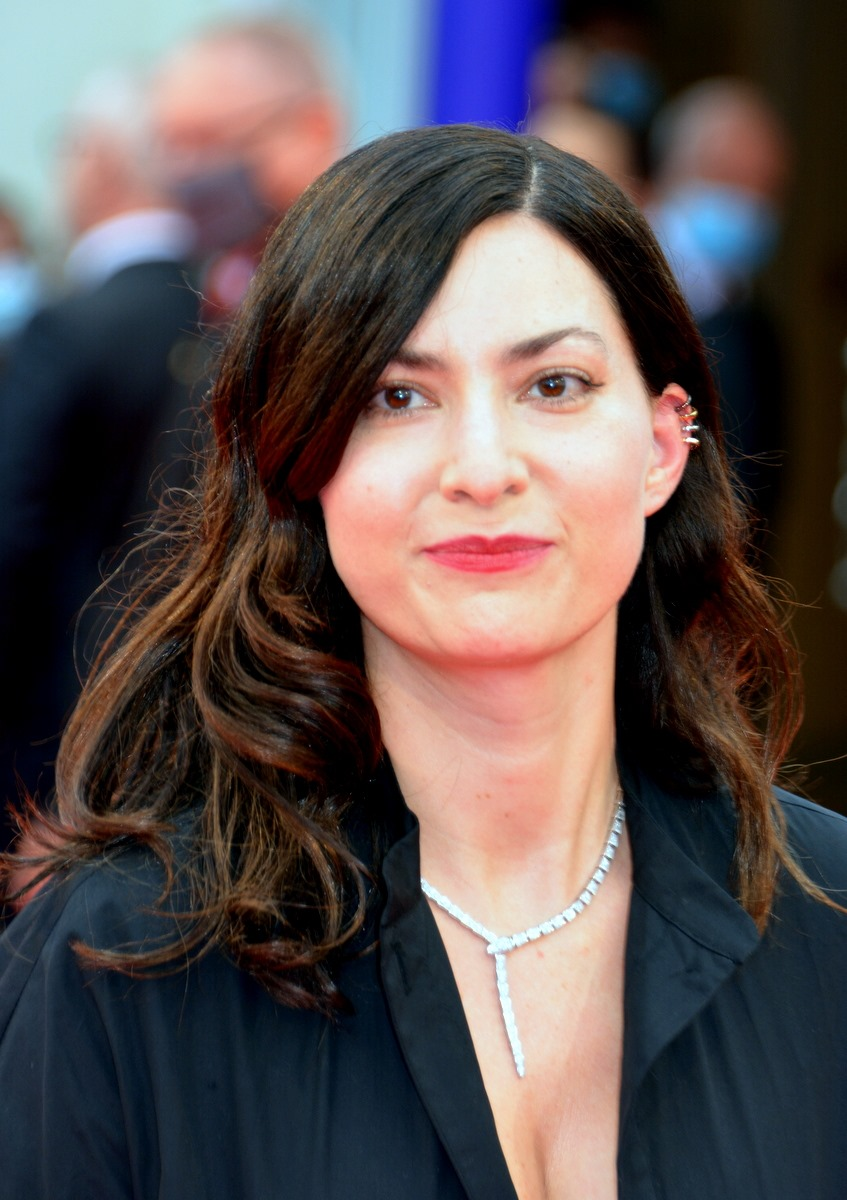
Filmregisseurin Rebecca Zlotowski,Vorsitzende der Société des réalisateurs de films und Mitglied des Collectif 50/50.

Die Charta für Inklusion im Film und im audiovisuellen Sektor (französisch Charte pour l’inclusion dans le cinéma et l’audiovisuel, englisch Pledge for inclusion in the film and audiovisual industry) wird den Verbänden und Gewerkschaften von Casting-Direktoren, Künstler-Agenturen, Drehbuchautoren und Filmproduzenten zur Unterzeichnung vorgeschlagen. Die Unterzeichnenden verpflichten sich, Vielfalt in der französischen Gesellschaft mit konkreten Handlungen in allen Phasen der Filmproduktion zu fördern. Inspiriert wurde sie vom inclusion rider, einer Vertragsklausel, die es Schauspielern erlaubt, ein gewisses Niveau an Vielfalt an einem Filmset zu verlangen.
Anlässlich der Veranstaltung Assises pour la parité, l’égalité et la diversité im November 2019 wurde diese Selbstverpflichtung von den wichtigsten französischen Berufsverbänden der Filmbranche unterzeichnet:
- Association des directeurs de production (ADP)
- Association des responsables de distribution artistique (ARDA)
- Scénaristes de cinéma associés (SCA)
- Société des auteurs et compositeurs dramatiques (SACD)
- Société des réalisateurs de films (SRF)
- Syndicat des producteurs indépendants (SPI)
- Syndicat français des agents artistiques et littéraires (SFAAL)
- Union des producteurs de cinéma (UPC)
- Union syndicale de la production audiovisuelle (USPA)

### Charta für Geschlechterparität und Vielfalt im Bereich des Filmverleihs und der Filmvermarktung
Die Charta für Geschlechterparität und Vielfalt im Bereich des Filmverleihs und der Filmvermarktung (französisch Charte pour la parité et la diversité dans les sociétés d'édition-distribution de films et d'exploitation cinématographique, englisch Pledge for Parity and Diversity in Film Publishing-Distribution and Cinematographic Exploitation Companies) wird Filmverleihern und Filmvermarktungsfirmen vorgeschlagen. Mit der Unterzeichnung verpflichten sich diese, Geschlechterparität und Vielfalt bei der Verteilung von Filmen und unter ihren Mitarbeitenden zu fördern. Sie müssen geschlechterspezifische Statistiken führen, entsprechende Erhebungen zu ihrem Personalbestand veröffentlichen, vermehrt von Frauen realisierte Filme zeigen und Stereotypen bekämpfen.
Die im November 2019 anlässlich der zweiten Assises präsentierte Charta wurde von rund 40 Unternehmen unterzeichnet, darunter Carlotta Films, Haut et Court, Jour2Fête und Pyramide Distribution.

## Studien und Datenerhebungen
Das Collectif 50/50 veröffentlicht regelmäßig Studien und Datenerhebungen zur Filmbranche, welche strukturelle Benachteiligungen und systembedingte Stereotypisierung verdeutlichen.

### Parität hinter der Kamera
Die erste Studie des Vereins (Parität hinter der Kamera französisch La parité derrière la caméra), beschäftigt sich mit der Parität zwischen Regisseuren und Regisseurinnen in den Jahren 2006 bis 2016. Sie zeigt auf, dass in dieser Zeit lediglich 23 % der Personen, welche bei mindestens einem Film Regie geführt hatten, Frauen waren und dass nur bei jedem fünften Film eine Frau Regie führte.

### 1976-2017 – der César

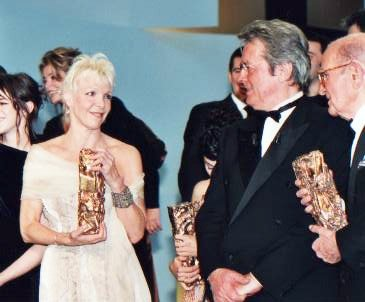
Tonie Marshall erhält 2000 als bisher einzige Frau den César für die beste Regie

Die anlässlich der 43. César Verleihung veröffentlichte Studie betrachtet alle für den Filmpreis nominierten und prämierten Personen über die letzten 42 Ausgaben des Filmpreises. Sie deckt auf, dass 81 % der Nominierten männlich waren und dass nur 10 % der nominierten Frauen für den Regiepreis gelistet worden sind. Tonie Marshall war die einzige Frau, die je in dieser Kategorie prämiert wurde.

### 1946-2018 – Die Filmfestspiele von Cannes
Diese vergleichende Studie befasst sich mit der Rolle, welche Frauen beim Wettbewerb um die Goldenen Palme einnahmen, verglichen mit jener an den anderen wichtigen internationalen Filmfestspielen. Die Studie wurde anlässlich der Filmfestspiele 2019 in Cannes vorgestellt. Sie beleuchtet den großen Unterschied zwischen männlicher und weiblicher Beteiligung an der Programmierung, den Prämierungen, dem Vorsitz oder der Teilhabe an Entscheidungsgremien.

### Der Animationsfilm
Die am 10. Juni 2019 an der Veranstaltung Troisièmes Rencontres internationales des femmes dans l’animation zur Eröffnung des Festival international du film d'animation d'Annecy et son Marché (Mifa) vorgestellte Untersuchung beleuchtet die Rolle der Frau in der Animationsfilmbranche.

### Analyse der Filmfestspiele, welche die Charta unterzeichnet haben
Die Untersuchung „Les festivals signataires de la Charte“ zieht ein Jahr nach der Erstunterzeichnung der Charte pour la parité et la diversité dans les festivals de cinéma 2018 in Cannes eine erste Bilanz bezüglich der geografischen Verteilung der Unterzeichnenden und der Zusammensetzung ihrer Auswahlgremien und Festspielleitungen. Von den 112 unterzeichnenden Filmfestspielen befinden sich 93 in Europa. Frauen besetzen in 38 % der Fälle die künstlerische Leitung, 56 % der Auswahlgremien und 42 % der Festspielleitungen. Allerdings bilden die Zahlen nur jene 30 Festspiele ab, welche Daten zu ihrer Zusammensetzung übermittelt haben.

### Filmkritik in Europa
Die Untersuchung „Filmkritik in Europa“ (französisch Les critiques de films en Europe) wurde 2019 an der Berlinale vorgestellt. Untersucht wurden Filmkritiken in sieben europäischen Ländern (Deutschland, Dänemark, Italien, Spanien, Frankreich, Polen und Schweden) zwischen 2018 und 2019. Obwohl Frauen etwa die Hälfte aller Journalisten in Frankreich stellen, schrieben nur 37 % von ihnen Filmkritiken.

### Der Bechdel-Test
Die anlässlich der "Assises" 2020 vorgestellte Studie wendet den Bechdel-Test auf die im Jahr 2019 finanziell am höchsten dotierten Filmprojekte an. Der Test zeigt die Überrepräsentation von männlichen Hauptfiguren oder die Unterrepräsentation von weiblichen Figuren an. Um ihn zu bestehen, müssen die Filme drei Kriterien erfüllen: mindestens zwei Frauen müssen im Film mit Namen und Vornamen benannt werden, diese müssen miteinander sprechen und zwar über ein Thema was nicht in erster Linie mit einem Mann zu tun hat. Die Studie zeigt, dass von 49 untersuchten Filmen 23 diese Kriterien nicht erfüllen.

### Inklusion im Film und im audiovisuellen Sektor

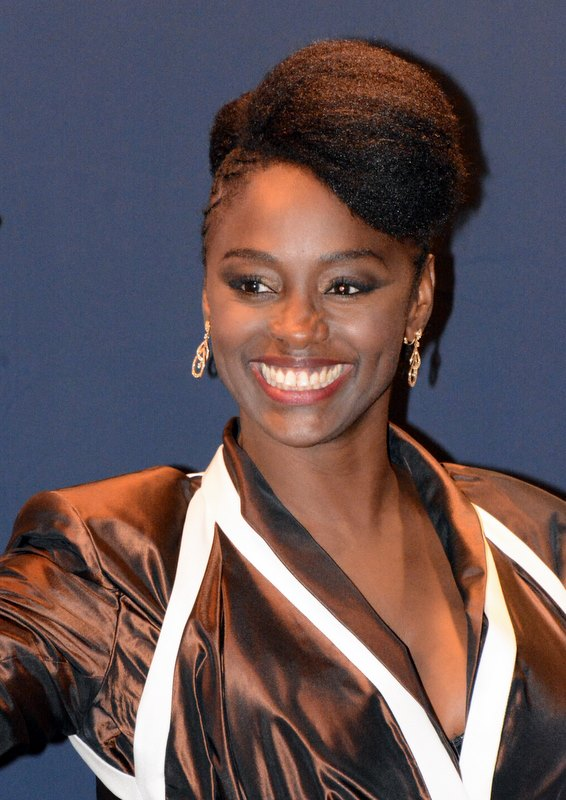
Die Filmschauspielerin Aïssa Maïga ist Mitglied des Collectif 50/50.

Die 2020 veröffentlichte Studie Inclusion dans le cinéma et l’audiovisuel stellt die Ergebnisse von sechs ausländischen Initiativen vor, die zur Erhöhung der Vielfalt und zur Inklusion in der Filmbranche und im audiovisuellen Sektor der jeweiligen Ländern beigetragen haben.

## Die VeranstaltungsreiheLes Assises pour la parité, l'égalité et la diversité
Seit 2018 organisiert das Collectif 50/50, zusammen mit dem Centre national du cinéma et de l’image animée (CNC) und dem französischen Ministerium für Kultur, die Veranstaltungsreihe Assises pour la parité, l'égalité et la diversité.

### Erste Ausgabe (2018)
Die erste Ausgabe fand am 20. September 2018 mit zwei Workshops und runden Tischen statt. Zum Abschluss kündigte die Kulturministerin Françoise Nyssen sechs konkrete Maßnahmen zur Förderung der Gleichstellung in der Filmbranche an. Die wichtigste ist die Einführung eines Bonus von 15 %, welche der CNC all jenen Produktionen zuspricht, deren acht wichtigste Posten zu gleichen Anteilen mit Frauen und Männern besetzt sind. Für die Präsidentin des CNC, Frédérique Bredin, ist dieser Bonus "ein Hebel um den Wandel zu beschleunigen und schneller die Parität in der Filmindustrie zu erreichen".
Weitere Maßnahmen zielen darauf ab, die Studien und Publikationen des CNC zu "gendern", genderspezifische Statistiken zur Filmförderung vorzuschreiben. eine Best-Practice Erklärung für die GLechstellung zu schaffen, den Anteil der Filme von Frauen in Restaurierungs- und Digitalisierungsprogrammen zu erhöhen, und die Vertretung von filmen von Frauem im Bildungsbereich zu erhöhen.

### Zweite Ausgabe (2019)
Die zweite Ausgabe der Assises stand unter dem Zeichen der Polanski-Affaire und der Missbrauchsenthüllungen von Adèle Haenel bei Mediapart statt. Es gab drei runde Tische zu den Themen Inklusion, audiovisueller Sektor und Filmvermarktung- und Verteilung. Einer der Höhepunkte war die Unterzeichnung der Charte pour l’inclusion dans le cinéma et l’audiovisuel durch mehrere Institutionen und Unternehmen der Branche. Ferner wurde die 50/50 Bibel vorgestellt, die potentiell diskriminierte Berufsprofile sichtbarer macht. Delphine Ernotte, Präsidentin von France Télévisions kündigte an, dass die Fernsehanstalt Quoten für Regisseurinnen, eine Vertragsklausel zur Vielfalt für alle Produktionen der Gruppe einführen werde und ab 2020 auf jedem Filmset eine Vertrauensperson für die Unterstützung im Falle von sexueller Belästigung bestimmen werde.

### Dritte Edition (2020)

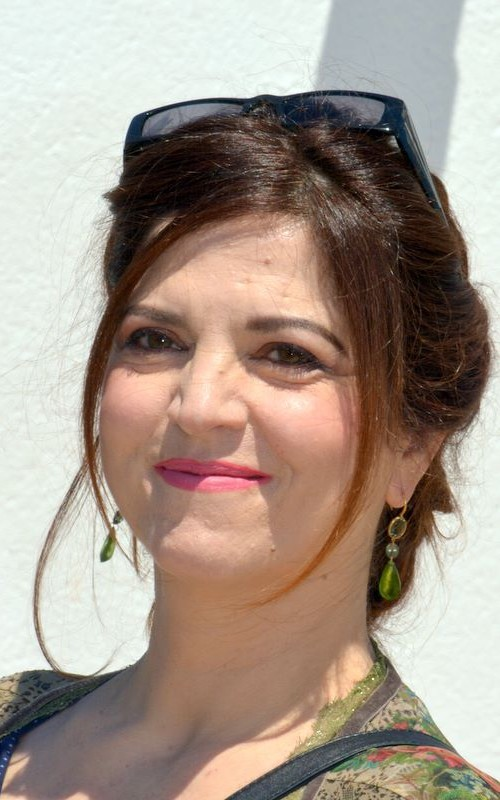
Die Schauspielerin Agnès Jaoui teilte ihre Erfahrungen an den Assises 2020.

Die Dritte Ausgabe wurde im Kontext des zweiten Lockdowns in Frankreich und der COVID-19-Pandemie am 25. und 26. November im Théâtre de la Porte Saint-Martin durchgeführt und online zugänglich gemacht. Die Rede der Schauspielerin und Filmemacherin Agnès Jaoui fand besonders große Beachtung und Zustimmung.

## Die VeranstaltungLes États généraux contre le harcèlement et les violences sexuelles
Das Collectif 50/50 hat die Veranstaltung États généraux contre le harcèlement et les violences sexuelles (Generalstand gegen sexuelle Belästigung und Missbrauch) am 4. März 2020 an der Filmschule La Fémis durchgeführt.

## Die 50/50 Bibel
Das Collectif 50/50 bietet seit 2019 einen Datenbank, die 50/50 Bibel an, welche bisher zu wenig sichtbare Berufsprofile für die Rekrutierung zeigt. Bei der Veröffentlichung der Datenbank betont Laurence Lascary, dass fortan niemand mehr sagen könne, er habe bei der Rekrutierung nicht gewusst, wo er die Leute hätte suchen sollen.
Das Projekt wird durch die Ankündigung des Senders France Télévisions, der sociétés de producteurs membres du SPI der USPA unterstützt, man werde die Datenbank bei der Talentsuche einbeziehen, mehrere Berufsverbände und Vereine SACD, de l'association Pour les femmes dans les medias (PFDM), du Groupe 25 Images et du Collectif 50/50 ermutigten ihre Mitglieder, sich in die Datenbank einzutragen.

## WeissbuchTou·te·s acteur·rice·s du changement
An den dritten Assises wurde das Weissbuch des Wandels veröffentlicht, mit dem Ziel sexuellem Missbrauch und sexueller Gewalt vorzubeugen und der Berufswelt eine Art Werkzeugkasten anzubieten. Es soll konkrete Hilfestellungen bieten um sexuellen Missbrauch zu erkennen und zu bekämpfen und enthält Kennzahlen, rechtliche Informationen und Briefvorlagen. Die Umsetzung erfolgt in Zusammenarbeit mit dem französischen Ministerium für Kultur.

## Förderprogramm mit Netflix
Am 8. März 2021 lancierte das Kollektiv zusammen mit dem privaten Streaming-Anbieter Netflix ein Förderprogramm, welches 200 Nachwuchstalenten den Einstieg in die Welt des Films und der audiovisuellen Produktion erleichtern soll.

## Mitglieder
Ende 2019 zählte das Kollektiv 1.500 Unterzeichnende aus der französischen Filmindustrie.
Zu den bekanntesten Mitgliedern gehören:
- Jacques Audiard, Filmregisseur und Drehbuchautor[20]
- Anne Berest, Schriftstellerin und Drehbuchautorin[73]
- Bertrand Bonello, Filmregisseur, Drehbuchautor und Komponist[7]
- Sandrine Brauer, Produzentin[74]
- Iris Brey, Journalistin, Autorin und Filmkritikerin[75]
- Catherine Corsini, Schauspielerin, Filmregisseurin und Drehbuchautorin[76]
- Pierre Deladonchamps, Schauspieler[21]
- Alice Diop, Autorin und Regisseurin[77]
- Marina Foïs, Schauspielerin[78]
- Adèle Haenel, Schauspielerin[79]
- Agnès Jaoui, Schauspielerin, Drehbuchautorin, Filmregisseurin und Sängerin[80]
- Laurence Lascary, Produzentin[21]
- Marie-Ange Luciani, Produzentin[81]
- Aïssa Maïga, Schauspielerin und Co-Autorin des Buches Schwarz ist nicht mein Beruf Noire n'est pas mon métier[82]
- Léa Seydoux, Schauspielerin[4]
- Tonie Marshall, Schauspielerin[83]
- Céline Sciamma, Drehbuchautorin und Filmregisseurin[21]
- Élisabeth Tanner, Künstleragentin[6]
- Rebecca Zlotowski, Dozentin, Drehbuchautorin und Filmregisseurin[64]
- Agnieszka Smoczyńska, Regisseurin

## Filmografie
- 2019: Cinéma, au féminin pluri(elles) von Patrick Fabre, Canal+[84][85]
- 2020: Pygmalionnes, von Quentin Delcourt[6]

## Auszeichnung
- 2019: Mit der 26. Auflage des Preises Trophées du Film français, verlieh die Zeitschrift Le Film Français dem Collectif 50/50 den Publikumspreis für die Persönlichkeit des Jahres 2018.[86][87]

### Verwandte Artikel
- MeToo-Kampagne
- Weinstein-Skandal
- Time’s Up
- Bechdel-Test
- Noire n'est pas mon métier